# Sasca Mare
Sasca Mare – wieś w Rumunii, w okręgu Suczawa, w gminie Cornu Luncii. W 2011 roku liczyła 545 mieszkańców.